# 가가이포마우가구
가가이포마우가구(Gaga'ifomauga)는 사모아의 행정구로 사바이섬 북부에 위치한다. 행정 중심지는 사포투이며 면적은 365km2, 인구는 4,770명(2001년 기준)이다. 서쪽으로는 바이시가노구, 동쪽으로는 가가에마우가구와 접하며 남쪽으로는 사투파이테아구, 팔라울리구와 접한다.